# Зустрічний вогонь (фільм, 1988)
Зустрічний вогонь (англ. Backfire) — трилер американо-канадського виробництва 1988 року.

## Сюжет
Донні, ветеран в'єтнамської війни, не може позбутися нав'язливих кошмарів. Поств'єтнамский сидром поступово знаходить нові риси: з'ясовується, що «зустрічний вогонь» з минулого має пояснення в сьогоденні, а саме — в сімейному житті Донні, що не складається і новому підозрілому знайомому його дружини.

## У ролях
- Карен Аллен — Мара МакЕндрю
- Кіт Керрадайн — Рід
- Джефф Фейгі — Донні МакЕндрю
- Берні Кейсі — Клінтон Джеймс
- Дін Пол Мартін — Джейк
- Вірджинія Кейперс — Максін
- Філіп Стерлінг — доктор Крісон
- Дайна Менофф — Джил
- Френсіс Фленаган — Клер
- Ентоні Голланд — суддя Гардін
- Двайт Косс — заступник «Базз»
- Гордон Макінтош — Великий Джордж
- Венді Ван Рйесен — Еліс
- Ерік Шнайдер — доктор Купер
- Енід Саундерс — тітка Елізабет
- Джей Бразо — Джуніор
- Леслі Івен — диспетчер
- Двайт МакФі — наглядач 1
- Кім Кондрашофф — наглядач 2
- Брайан Ліндс — Боб
- Роберт Меткаф — заступник 2
- Том МакБет — людина в барі